# Paola Villamizar
Paola Villamizar (Maracay, Venezuela, 30 de junio de 1994) es una futbolista profesional venezolana que se desempeña en el terreno de juego como mediocampista ofensiva y delantera; su actual equipo es el Club Tijuana Femenil de la Primera División Femenil de México.

## Clubes
| Club                      | País      | Año       |
| ------------------------- | --------- | --------- |
| Casa D'Italia FC          | Venezuela | 2010-2011 |
| Caracas FC                | Venezuela | 2012-2013 |
| Estudiantes de Guarico FC | Venezuela | 2013-2017 |
| Grêmio                    | Brasil    | 2018      |
| Santos FC                 | Brasil    | 2019-2020 |
| Santiago Morning          | Chile     | 2020-2021 |
| Tijuana                   | México    | 2021-2025 |

## Palmarés
- Liga Nacional de Fútbol Femenino de Venezuela 2013 - Campeona
- Copa Libertadores Femenina 2014 - Subcampeona
- Liga Nacional de Fútbol Femenino de Venezuela 2015 - Campeona
- Copa Libertadores Femenina 2016 - Subcampeona

### Distinciones individuales
| Distinción                                                              | Año  |
| ----------------------------------------------------------------------- | ---- |
| Mejor Jugadora de la Liga Nacional de Fútbol Femenino de Venezuela 2013 | 2013 |